# Янсен, Паскаль
Паскаль Янсен (нидерл. Pascal Jansen; род. 27 января 1973, Лондон) — нидерландский футбольный тренер.

## Биография
Родился в Лондоне (Великобритания), в 9 лет переехал в Зандам (Нидерланды). Его мать — английская поп-певица Сью Чалонер, которая была участницей музыкального дуэта Spooky and Sue.
Играл в молодёжных командах Зандама, «Аякса», АЗ, «Харлема» и «Телстара», досрочно завершив карьеру из-за травмы, в 20-летнем возрасте перешёл на тренерскую работу.
Тренировал молодёжные команды «Харлема», затем был ассистентом главного тренера в эмиратских клубах «Аль-Джазира» и «Аль-Вахда». С 2000 года работал тренером и на руководящих должностях в академиях «Витесса», «Спарты» и ПСВ, в «Спарте» также был помощником главного тренера, в ПСВ возглавлял молодёжную и вторую команды.
С лета 2018 года — в АЗ, в декабре 2020 года сменил ведшего переговоры с «Фейеноордом» Арне Слота на посту главного тренера, заключив соглашение до конца сезона. В апреле 2021 года продлил контракт до середины 2023 года. В январе 2024 года был уволен, после поражения от «Твенте».
13 июня 2024 года возглавил венгерский клуб «Ференцварош». 31 декабря 2024 года он покинул «Ференцварош». 6 января 2025 года Янсен был назначен главным тренером «Нью-Йорк Сити», подписав контракт на четыре года.

## Статистика
| Команда       | Начало работы  | Завершение работы | Показатели | Показатели | Показатели | Показатели | Показатели |
| Команда       | Начало работы  | Завершение работы | М          | В          | Н          | П          | % побед    |
| ------------- | -------------- | ----------------- | ---------- | ---------- | ---------- | ---------- | ---------- |
| ПСВ (до 19)   | 1 июля 2013    | 30 июня 2015      | 58         | 34         | 7          | 17         | 058,62     |
| Йонг ПСВ      | 1 июля 2015    | 30 июня 2017      | 74         | 33         | 18         | 23         | 044,59     |
| АЗ            | 5 декабря 2020 | 17 января 2024    | 162        | 96         | 24         | 42         | 059,26     |
| Ференцварош   | 13 июня 2024   | 31 декабря 2024   | 30         | 18         | 6          | 6          | 060,00     |
| Нью-Йорк Сити | 6 января 2025  | н. в.             | 0          | 0          | 0          | 0          | —          |
| Итого         | Итого          | Итого             | 324        | 181        | 55         | 88         | 055,86     |